# Santuario di San Mauro Abate
Il santuario di San Mauro Abate è sito a Bomba in provincia di Chieti ed è il principale edificio di culto dedicato al santo.
Una precedente chiesa dei Celestini era in Vallecupa, la successiva chiesa del XV secolo fu costruita nelle vicinanze del paese, lungo l'attuale corso Spaventa (oggi auditorium parrocchiale). L'ultimo santuario moderno fuori le mura fu eretto nel 1963.

## Storia e struttura
La chiesa originaria risale del XII secolo, nelle vicinanze, presso località Vallecupa, vi era un monastero celestiniano dove si praticava il culto del santo. Un'altra chiesa del XVIII secolo si trova nel centro di Bomba, lungo corso Spaventa, dotata di cripta, tuttavia attualmente è usata per attività parrocchiali.
L'edificio attuale venne iniziato nel 1954 su progetto di Alessio Mancini (sua moglie è di Bomba) ed inaugurato nel 1963. La chiesa è preceduta da un piazzale quadrato, con due file laterali a porticato con funzione di deambulatorio per le celebrazioni nel piazzale antistante. La facciata è pseudoromanica, a capanna con due finestre laterali, un oculo centrale e un grande portale a tutto sesto.
Sopra l'ingresso vi è un lunotto a mosaico realizzato dalla ditta Favet raffigura san Mauro con i malati.  Il campanile laterale è una torre in mattoni con una cuspide conica poggiante su tamburo ottagonale.
L'interno è ad unica navata.
Degli stucchi sono di Reni e delle opere dei fratelli Bravo di Atessa sono posti all'interno. Il soffitto è a cassettoni, con stucchi dorati, della ditta Bravo, simile al soffitto rifatto nel convento di San Pasquale della vicina Atessa. Al centro  è inquadrata una tela di Ennio Bravo che ritrae l'Annunciazione a Maria. 
Vi sono due cappelle laterali, una è dedicata a San Nicola di Bari, l'altra alla Vergine Maria Immacolata. L'altare maggiore a tabernacolo è dedicato al Santo. Esso è caratterizzato da un abside semicircolare con semicupola divisa a spicchi, e la nicchia centrale incassata, a forma di tempietto neoclassico. 
Di san Mauro vi sono 2 statue, una in terracotta, la più antica del XVI secolo, e una moderna processionale in legno presso l'altare maggiore.
Nell'edificio accanto la chiesa, vi è la sala parrocchiale con gli ex voto per le grazie ricevute da San Mauro.

## Culto di san Mauro a Bomba
Il culto di san Mauro è assai diffuso in Abruzzo ed il santo è uno dei patroni di Bomba.
Viene invocato per i dolori artritici, da reumatismi e di denti.
Per i malati di artrosi e di reumatismi viene offerto dai monaci del santuario un olio (previa questua), posto su una pietra secolare, da applicare sulle parti doloranti in loco, ma si può portare tale olio anche a casa in ampollette.
Invece per i mal di denti i fedeli devono afferrare una corda collegata ad una campana, sempre sita nel santuario, detta appunto di san Mauro, e dare degli strattoni facendo suonare la campana.
Trattasi di tradizioni medievali miste a superstizioni e fede, ma fatto sta che l'edificio di culto richiama molti fedeli, che esaudite le cure, lasciano degli ex voto che tappezzano le pareti dell'edificio.
Oltre che chiedere la grazia, coppie di sposi scelgono la chiesa per sposarsi.
Il culto di san Mauro nella zona si perde nelle origini del cristianesimo.